# Gare de Saint-Pourçain-sur-Sioule (réseau secondaire)
Ne doit pas être confondu avec gare de Saint-Pourçain-sur-Sioule (PLM).
La gare de Saint-Pourçain-sur-Sioule est une gare, ferroviaire, fermée et disparue, de la ligne de Varennes-sur-Allier à Marcillat du réseau ferré secondaire de l'Allier. Elle était située sur le territoire de la commune de Saint-Pourçain-sur-Sioule, dans le département de l'Allier en France.
Mise en service en 1887 par la Société générale des chemins de fer économiques (SE), elle est fermée, comme la ligne, en 1939.

## Histoire
La gare de Saint-Pourçain-sur-Sioule est mise en service le 21 juillet 1887, par la Société générale des chemins de fer économiques (SE), lorsqu'elle ouvre à l'exploitation sa ligne du réseau secondaire à voie métrique. La gare dispose d'un bâtiment voyageurs avec une aile allongée abritant une salle d'attente des 1re classe et une aile servant de halle à marchandise. Elle est équipée de cinq voies, de grues hydrauliques et d'une remise à machine équipée d'une plaque tournante.
En 1932, la Compagnie des chemins de fer de Paris à Lyon et à la Méditerranée (PLM) met en service la gare de Saint-Pourçain-sur-Sioule de la ligne de La Ferté-Hauterive à Gannat. Elle dispose d'un bâtiment voyageurs plus important et elle va cohabiter pendant sept ans avec la gare SE. Un projet de relation ferroviaire entre les deux gares reste à l'état de projet.
La ligne, et donc la gare, sont fermées le 1er juin 1939.

## Patrimoine ferroviaire
Le bâtiment n'existe plus, à son emplacement a été construit le lycée Blaise de Vigenère. 